# Jens Petring
Jens Petring (* 26. Februar 1955 in Bielefeld) ist ein deutscher Politiker (Bündnis 90/Die Grünen).

## Ausbildung und Beruf
Jens Petring erwarb 1973 die Fachhochschulreife. Im Anschluss belegte er bis 1976 ein Studium der Sozialarbeit an der Fachhochschule Dortmund und von 1977 bis 1984 an der Gesamthochschule Wuppertal im Fachbereich Sozialwissenschaften. 1976 erfolgte seine Graduierung, 1978 erlangte er die staatliche Anerkennung als Sozialarbeiter. Von 1979 bis 1980 arbeitete er als Angestellter bei der Stadt Remscheid. Von 1980 bis 1985 war er Sozialarbeiter des „Verein Offene Tür e.V.“, Wuppertal. Geschäftsführer der Fraktion Bündnis 90/Die Grünen in der Landschaftsversammlung Rheinland war Petring von 1985 bis 1995. Von Februar 2000 bis September 2002 war er Fraktionsgeschäftsführer der Fraktion Bündnis 90/Die Grünen im Rat der Stadt Düsseldorf. Von Oktober 2002 bis Februar 2013 war er Geschäftsführer der KJHV -Rheinland gGmbH.

## Politik
Jens Petring ist seit 1983 Mitglied der Partei Bündnis 90/Die Grünen. Er war Vorstandsmitglied im Kreisverband Wuppertal und bei GAR e.V. Des Weiteren war er Delegierter im Landesparteirat. Er ist Gründungsmitglied des NRW-Forums e.V., Trägerverein der Ökologie-Stiftung. Weitere politische Stationen seiner Laufbahn: Von 1984 bis 1989 Mitglied des Rates der Stadt Wuppertal. Von 1989 bis 1994 sachkundiger Bürger im JHA, Wuppertal. Von 1984 bis 1985 Mitglied der Landschaftsversammlung Rheinland. Hier fungierte er von 1994 bis 2008 als sachkundiger Bürger. Seit 2008 ist er wieder Mitglied der Landschaftsversammlung Rheinland.
Jens Petring war vom 1. Juni 1995 bis zum 1. Juni 2000 Mitglied des 12. Landtags von Nordrhein-Westfalen, in den er über die Landesliste einzog.